# Peridontopyge pervittata
Peridontopyge pervittata är en mångfotingart som beskrevs av Filippo Silvestri 1907. Peridontopyge pervittata ingår i släktet Peridontopyge och familjen Odontopygidae. Inga underarter finns listade i Catalogue of Life.